# Ztráty a škody
V kontextu procesu Rámcové úmluvy OSN o změně klimatu (UN FCCC) se ztrátami a škodami rozumí škody způsobené antropogenní (člověkem způsobenou) změnou klimatu.
O vhodnou reakci na ztráty a škody se vedou spory již od přijetí Rámcové úmluvy OSN o změně klimatu. Stanovení odpovědnosti a kompenzace za ztráty a škody bylo dlouhodobým cílem zranitelných a rozvojových zemí v rámci Aliance malých ostrovních států (AOSIS) a skupiny nejméně rozvinutých zemí při jednáních, rozvinuté země se tomu však bránily. Současný mechanismus UNFCCC pro ztráty a škody, Varšavský mezinárodní mechanismus pro ztráty a škody, se zaměřuje spíše na výzkum a dialog než na odpovědnost nebo kompenzace. Na klimatické konferenci COP27 v Šarm aš-Šajchu v roce 2022 bylo rozhodnuto zřídit globální fond, který by kompenzoval ztráty a škody způsobené dopady změny klimatu zemím s nízkými a středními příjmy. Myšlenkou tohoto fondu je, že země s vysokými emisemi skleníkových plynů historicky nejvíce přispěly k příčinám změny klimatu a měly z nich ekonomický prospěch. Země s nízkými a středními příjmy jsou na mnoha dopadech změny klimatu nejvíce postiženy, ale mají také nejnižší schopnost vyrovnat se s dopady změny klimatu, jako je neúroda nebo zvyšování hladiny moří. Na předchozích zasedáních COP průmyslové země blokovaly pokusy zemí s nízkými a středními příjmy, které žádaly o finanční podporu svých plánů na přizpůsobení se změně klimatu. Na konferenci COP27 však byla podepsána dohoda o kompenzaci ztrát a škod způsobených změnou klimatu, což mnozí považovali za zásadní průlom.

## Definice
UNFCCC definovala ztráty a škody tak, aby zahrnovaly škody způsobené náhlými událostmi (klimatické katastrofy, jako jsou cyklóny) i pomalými procesy (jako je vzestup hladiny oceánů). Zahrnují škody (a rizika budoucích škod) nad rámec těch, které jsou řešeny opatřeními pro přizpůsobení se změně klimatu. Tyto ztráty a škody se někdy označují jako „zbytkové“ dopady nebo rizika.
Ke ztrátám a škodám může docházet v lidských systémech (např. v systémech obživy) i v přírodních systémech (např. v biologické rozmanitosti), ačkoli ve výzkumu a politice se klade důraz na dopady na člověka. V oblasti ztrát a škod na lidských systémech se rozlišuje mezi ekonomickými a neekonomickými ztrátami. Ekonomické ztráty a škody se týkají zdrojů, zboží a služeb, s nimiž se běžně obchoduje na trhu. Neekonomické ztráty a škody zahrnují ztrátu rodinných příslušníků a zánik kultur. Hlavní rozdíl mezi nimi spočívá v tom, že neekonomické ztráty se týkají věcí, s nimiž se na trzích běžně neobchoduje.
Reparace v oblasti klimatu jsou platby za ztráty a škody, které vycházejí z konceptu odškodnění. Klimatické reparace jsou formou klimatické spravedlnosti, kdy je kompenzace nezbytná k tomu, aby se země zodpovídaly za ztráty a škody způsobené historickými emisemi, a jsou etickou a morální povinností.
Jeden bangladéšský konzultant na konferenci COP26 poznamenal: „Termín 'ztráty a škody' je eufemismus pro termíny, které nesmíme používat, což jsou 'odpovědnost a kompenzace'... 'Reparace' je ještě horší.“
Navzdory rostoucímu dialogu a pozornosti věnované tomuto tématu se také uvádí, že „neexistuje jediná definice ztráty a škody“.:s.2563 OSN totiž rozlišuje mezi ztrátami a škodami (Loss and Damage) jako dialogem v rámci jednání o UNFCCC a „ztrátami a škodami“ jako pozorovanými a zkoumanými dopady. Stejně jako souvislost s financováním a podporou, včetně odpovědnosti, kompenzací a soudních sporů, jsou ztráty a škody úzce spojeny s oblastí přizpůsobování se změně klimatu.

### Chápání ztrát a škod
Ztráty a škody se vztahují k nepříznivým účinkům stresových faktorů souvisejících s klimatem na přírodní a lidské systémy, kterým nelze zabránit nebo se jim nepodařilo zabránit prostřednictvím zmírnění dopadů nebo je zvládnout prostřednictvím adaptačního úsilí". Ztráty a škody zahrnují dopady extrémních povětrnostních jevů a pomalu probíhajících událostí, jako je stoupající hladina moře a ústup ledovců. S rychlým nárůstem projevů a povědomí o rizicích souvisejících s klimatem a dopadech změny klimatu na celém světě si svět uvědomil, že zmírňování dopadů změny klimatu a adaptace na ni nemusí ke zvládnutí dopadů antropogenní změny klimatu stačit. Varšavský mezinárodní mechanismus pro řešení ztrát a škod byl zřízen v roce 2013 jako mechanismus klimatické politiky pro řešení dopadů souvisejících s klimatem ve vysoce zranitelných zemích a v roce 2015 byl schválen Pařížskou dohodou. Přesto, jak je popsáno v knize na toto téma vydané v roce 2019, koncepty, metody, nástroje a směry politiky a implementace ztrát a škod zůstaly sporné a nejasné.
Ztráty lze chápat jako nevratné škody způsobené změnou klimatu, například úplným zničením nebo trvalým omezením fungování majetku, infrastruktury nebo zdrojů, úplným zatopením malých ostrovních států v důsledku zvýšení hladiny moří, nevratným vyhynutím druhu nebo trvalou ztrátou památek kulturního dědictví v důsledku eroze způsobené extrémními projevy počasí. Škody se týkají škodlivých účinků a nákladů spojených se změnou klimatu, které lze vyčíslit a případně kompenzovat (včetně ekonomických, sociálních a environmentálních nákladů). Škody mohou být dočasné nebo částečně vratné a často zahrnují opravu, obnovu nebo kompenzaci, například zničení infrastruktury hurikány, ekonomické ztráty v důsledku neúrody způsobené suchem nebo náklady na přemístění pobřežních komunit v důsledku eroze a stoupající hladiny moře.

## Počáteční jednání
V roce 1991, kdy se připravoval návrh UNFCCC, navrhla AOSIS vytvoření mezinárodního pojistného fondu, který by „kompenzoval nejzranitelnější malé ostrovní a nízko položené pobřežní rozvojové země za ztráty a škody způsobené vzestupem hladiny moří“. V návrhu byla částka, kterou by každá země do tohoto fondu přispěla, určena podle jejího relativního podílu na celosvětových emisích a jejího relativního podílu na celosvětovém hrubém národním produktu, což byl vzorec „vytvořený podle Bruselské dodatkové úmluvy o odpovědnosti třetích stran v oblasti jaderné energie z roku 1963“. Tento návrh byl zamítnut, a když byla UNFCCC v roce 1992 přijata, neobsahovala žádnou zmínku o ztrátách nebo škodách.
Ztráty a škody byly poprvé zmíněny ve formálně projednaném textu OSN v akčním plánu z Bali z roku 2007, který vyzýval ke „strategiím a prostředkům pro snižování katastrof a řešení ztrát a škod spojených s dopady změny klimatu v rozvojových zemích, které jsou obzvláště zranitelné vůči nepříznivým účinkům změny klimatu“.

## Varšavský mezinárodní mechanismus pro řešení ztrát a škod
Varšavský mezinárodní mechanismus pro ztráty a škody, vytvořený v roce 2013, uznává, že „ztráty a škody spojené s nepříznivými účinky změny klimatu zahrnují a v některých případech zahrnují více než ty, které lze snížit přizpůsobením“. Jeho mandát zahrnuje „prohlubování znalostí a porozumění“, „posilování dialogu, koordinace, soudržnosti a součinnosti mezi příslušnými zúčastněnými stranami“ a „posilování opatření a podpory, včetně financování, technologií a budování kapacit, k řešení ztrát a škod spojených s nepříznivými účinky změny klimatu“, neobsahuje však žádná ustanovení o odpovědnosti nebo náhradě ztrát a škod. Jediným důvodem, proč se o ztrátách a škodách ve Varšavě vůbec jednalo, bylo to, že celá delegace rozvojových zemí na jednáních vystoupila.
Pařížská dohoda počítá s pokračováním Varšavského mezinárodního mechanismu, ale výslovně uvádí, že jeho začlenění „nezahrnuje ani neposkytuje základ pro jakoukoli odpovědnost nebo náhradu škody.“ Začlenění této klauzule bylo podmínkou, za které rozvinuté země, zejména Spojené státy, souhlasily se začleněním zmínky o ztrátách a škodách.

## Zprávy Mezivládního panelu pro změnu klimatu
V páté hodnotící zprávě Mezivládního panelu pro změnu klimatu (IPCC) vydané v letech 2013–2014 nebyla žádná samostatná kapitola o ztrátách a škodách, ale pracovní skupina II: Dopady, adaptace a zranitelnost (WG2)[20] kapitola 16 o limitech a omezeních adaptace je pro zájemce o ztráty a škody velmi důležitá. Kvalitativní analýza údajů o tom, co Pátá hodnotící zpráva IPCC uvádí o ztrátách a škodách, překvapivě ukázala, že tento termín byl mnohem častěji používán ve vyjádřeních o zemích uvedených v příloze 1 (např. USA, Austrálie nebo evropské země) než v textu o zemích, které nejsou uvedeny v příloze 1 (většina zemí Afriky, Asie, Latinské Ameriky a Tichomoří), které jsou obvykle zranitelnější vůči dopadům změny klimatu.
Posouzení ztrát a škod IPCC z roku 2018 zjistilo, že zbytková rizika (rizika nad rámec těch, která jsou řešena adaptačními opatřeními) budou s dalším oteplováním narůstat. To může vést k dopadům přesahujícím adaptační limity.:s.2563–2564  Šestá hodnotící zpráva IPCC obsahovala oddíl o ztrátách a škodách. Mezi hlavní témata textů pro jednání UNFCCC a vědeckého výzkumu v této oblasti patří financování rizik (pro zbytková rizika), zdroje a možnosti financování ztrát a škod a transformační financování. Příklady transformačního financování zahrnují financování přemístění a ústupu majetku a komunit nebo změnu způsobu obživy, když se stávající způsob obživy stane neproveditelným.:s.2563–2564 

## COP 27: Ztráty a škody přijaty, Santiagská síť pro vytvoření rámce
Po třech desetiletích prosazování kompenzace „ztrát a škod“ způsobených změnou klimatu přijala 27. konference smluvních stran IPCC návrh. Strany se dohodly, že budou využívat Santiagskou síť, která byla založena na 25. konferenci smluvních stran a bude poskytovat technickou pomoc při odvracení, minimalizaci a řešení ztrát a škod[24].
To znamená, že bohaté země souhlasily s tím, že chudým zemím nahradí již způsobené škody, jako byly například povodně v Pákistánu v roce 2022. Pákistánská ministryně pro změnu klimatu Sherry Rehmanová, která to na konferenci v Šarm aš-Šajchu tvrdě prosazovala, to označila za „zálohu na klimatickou spravedlnost“.

## Pařížský summit o financování opatření v oblasti klimatu
Před pařížským summitem o financování opatření v oblasti klimatu podepsalo více než 100 předních ekonomů dopis, v němž vyzývají k zavedení daně z extrémního bohatství jako mechanismu snižování ztrát a škod, neboť 1 % nejbohatších lidí je zodpovědné za dvakrát více emisí než 50 % nejchudších (2% daň může přinést přibližně 2,5 bilionu). Porovnáme-li emise zemí s vysokými příjmy se škodami způsobenými změnou klimatu zemím s nízkými příjmy, vyjde nám, že bohaté země mají vůči zemím s nízkými příjmy dluh ve výši přibližně 6 bilionů ročně.
Tato myšlenka nebyla na summitu přijata, i když se podařilo dosáhnout určitého pokroku: Světová banka umožnila nízkopříjmovým zemím dočasně přestat splácet dluhy, pokud je postihne klimatická katastrofa (většina finanční pomoci klimaticky zranitelným zemím přichází ve formě dluhů, což situaci často zhoršuje, protože tyto země jsou dluhy zatíženy). V příštích letech byla přislíbena finanční pomoc ve výši přibližně 300 miliard dolarů, ale ke skutečnému vyřešení problému jsou zapotřebí biliony.

### Související stránky
- Pařížská dohoda